# Melanophryniscus cupreuscapularis
Melanophryniscus cupreuscapularis là một loài cóc thuộc họ Bufonidae.
Đây là loài đặc hữu của Argentina.
Môi trường sống tự nhiên của chúng là vùng cây bụi ẩm khu vực nhiệt đới hoặc cận nhiệt đới, đồng cỏ nhiệt đới hoặc cận nhiệt đới vùng ngập nước hoặc lụt theo mùa, và đầm nước ngọt có nước theo mùa.
Chúng hiện đang bị đe dọa vì mất nơi sống.